# 巴尔多·巴尔迪
巴尔多·巴尔迪（義大利語：Baldo Baldi，1888年2月19日—1961年12月21日），意大利男子击剑运动员。他曾获得1920年夏季奥运会男子花剑团体和男子佩剑团体金牌，他在该届奥运会期间也参加了佩剑个人赛，最终获得第12名。